# Consell de la Comunitat Cultural Neerlandesa
El Consell de la Comunitat Cultural Neerlandesa (neerlandès Raad voor de Nederlandse Cultuurgemeenschap) fou un organisme de Flandes que entre 1971 i 1980 va actuar com a Parlament Flamenc.
La Constitució de Bèlgica va permetre el 1970 la constitució de la Comunitat Cultural Neerlandesa juntament amb la Comunitat Cultural Francesa i la Comunitat Cultural Germanòfona, que tenien les seves pròpies competències en les àrees de llengua i cultura, i en mesura molt limitada en l'educació. Aquest Consell no era elegit directament, sinó que era format pels diputats i senadors flamencs del Parlament Federal de Bèlgica
Les comunitats culturals tenien la seva pròpia ministra de Cultura, el ministre de la cultura neerlandesa que formava part del govern belga.